# Bertruda
Bertruda (Bertetrudis) (morta el 618 o 619), fou una reina dels francs, segona esposa de Clotari II, rei de Nèustria.
Encara que els seus orígens siguin desconeguts, se sap que el poderós majordom del Palau Erquinoald era cosí del jove rei Dagobert I per la seva mare, el que faria de Bertruda una germana de santa Gerberga i una filla dels nobles Ricomer i Gertruda d'Hamage (santa Gertrudis). S'ignora tanmateix la filiació materna dels fills del rei Clotari II, els prínceps Dagobert I i Caribert II, ja que se li coneixen tres esposes diferents (Haldetrudis, Bertetrudis i Sichildis).
La crònica del pseudofrédégaire la mostra com a particularment estimada del seu marit i molt honorada pels francs. Precisa d'altra banda que la reina va desbaratar un complot que preveia l'assassinat del rei Clotari i les seves segones núpcies amb l'usurpador regicida, el patrici d'origen reial burgundi anomenat Aleteu.
Va morir el trenta-cinquè any del regnat de Clotari II, el que suposa el 618 o 619.
Bertrude també podria ser la mare dels dos altres fills coneguts de Clotari II, el príncep Meroveu (capturat el 604 pels exèrcits austrasians), i un noi mort jove cap a 617 (mencionat per la Vita Rusticulae).